# فريتز مولر (مهندس فضاء جوي)
فريتز مولر (بالألمانية: Fritz Müller)‏ (و. 1907 – 2001 م) هو مهندس فضاء جوي، ومهندس من ألمانيا، والولايات المتحدة، ولد في شالكاو، توفي في هنتسفيل، ألاباما، عن عمر يناهز 94 عاماً.